# Església parroquial de la Nativitat (Lludient)
L'Església Parroquial de la Nativitat de Mare de Déu de Lludient, a la comarca de l'Alt Millars, no ha de confondre's amb l'Església de la Nativitat, que és l'altre nom amb el qual es coneix a l'antiga Església del poble, que és una església fortificada del segle xv i que està catalogada com Bé d'Interès Cultural, i en la qual no es realitza cap culte. L'església parroquial, la que sí que és un lloc de culte, també té per advocació la Nativitat de la Verge, però és un temple datat del segle xviii i la catalogació del qual és de Bé de Rellevància Local, segons la Disposició Addicional Cinquena de la Llei 5/2007, de 9 de febrer, de la Generalitat, de modificació de la Llei 4/1998, d'11 de juny, del Patrimoni Cultural Valencià (DOCV Núm. 5.449 / 13/02/2007), amb codi 12.08.073-005
L'església se situa al nucli poblacional, al carrer General Aranda 5, i pertany a la Diòcesi de Sogorb-Castelló, en concret a l'arxiprestat 14 conegut com a Sant Vicent Ferrer, amb seu a Llucena.
L'edifici es complementa amb la presència d'una torre campanar construïda en estil barroc, sense rematada, en el qual un dels seus cossos està destinat a la ubicació de les campanes. Les campanes són dues, la més antiga, datada de 1776 té per nom Sant Pere Màrtir, un diàmetre de 82 centímetres i un pes de 319 quilograms. Mentre, Emilia, la campana més recent, està datada de 1952, presenta un diàmetre de 70 centímetres i un pes de 199 quilograms.